# 添田唖蝉坊

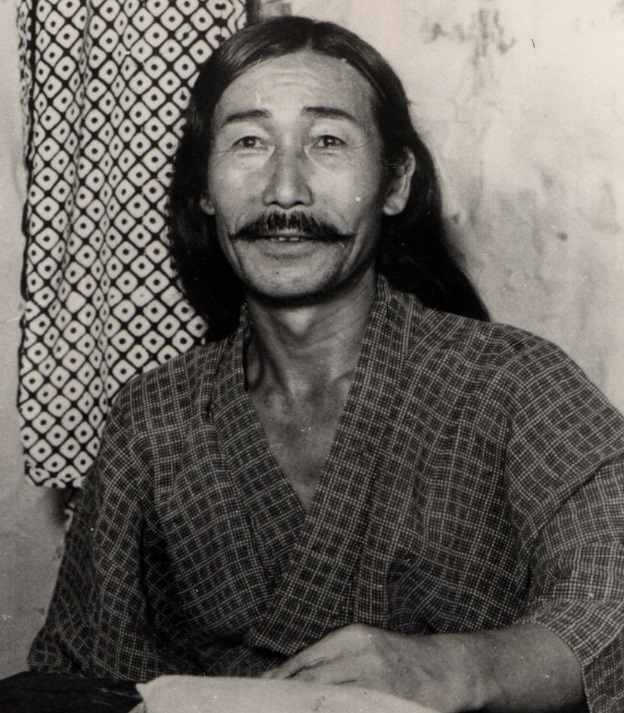
添田唖蝉坊（年不詳）

添田 唖蝉坊（そえだ あぜんぼう、正字体表記では「添田啞蟬坊」、1872年12月25日（明治5年11月25日） - 1944年（昭和19年）2月8日）は、明治・大正期に活躍した演歌師の草分け。「唖」と「蟬」が当用漢字（現在は常用漢字）でないことから、添田亜蝉坊と表記されることもある。本名・平吉（へいきち）、亜蝉坊の号は自らを「歌を歌う唖しの蝉」と称したことに由来する。

## 経歴
神奈川県の大磯の農家の出で、四男一女の三番目の子として生まれる。
叔父が汽船の機関士をしていた関係で、海軍兵学校を志願して上京したが、受験勉強中に浅草の小屋掛芝居をのぞいたのがきっかけで、その世界にのめり込む。海軍兵学校には入学せず、汽船の船客ボーイになり、2年で挫折。以後、横須賀で土方人夫、石炭の積み込みなどの仕事に従事していたが、1890年（明治23年）、壮士節と出会う。当時は政府が廃藩置県、地租改正、学制、徴兵令、殖産興業などの政策を実行している最中で、自由民権運動も盛んな時代であり、「オッペケペ」で有名な川上音二郎らの壮士芝居も盛んだった。
唖蝉坊は、最初の演歌といわれる「ダイナマイト節」を出した青年倶楽部からその歌本を取り寄せて売り歩いたが、のち政治的な興奮が冷めていくと、政治批判ではない純粋な演歌を目指して、自身が演歌の歌詞を書くようになる。唖蝉坊が最初に書いたといわれているものは、「壇ノ浦」（愉快節）、「白虎隊」(欣舞節)、「西洋熱」（愉快節）などで、1892年（明治25年）の作である。これ以降、「チョイトネ節（紫節）」、「まっくろけ節」、「ノンキ節」、「ゲンコツ節」、「チャクライ節」、「新法界節」、「新トンヤレ節」と続く。1930年（昭和5年）に「生活戦線異状あり」で引退するまでに182曲を残したという。著作において、街角で読売による壮士節、法界節ととも歌本を売っていたものに演歌師という呼び方を多く用い、「演歌とは演説の歌だ」と説いた。
1901年（明治34年）に結婚し、本所番場町に居を構えた。翌年、長男の添田知道（芸名・添田さつき）が生まれ、この年に東海矯風団を起こす。この頃、友人と始めた「二六新報」がうまくいかず、茅ヶ崎に引っ込む「渋井のばあさん」と呼ばれていた知り合いの流し演歌師に頼まれてつくった「ラッパ節」が、1905年（明治38年）末から翌年にかけて大流行する。幸徳秋水・堺利彦らとも交流を持つ。こうしたことがきっかけで、堺利彦に依頼を受け、「ラッパ節」の改作である「社会党喇叭節」（「大臣大将の胸元に　ピカピカするのは何じゃいな 金鵄勲章か違います 可愛い兵士の髑髏 トコトットット」）を作詞。1906年（明治39年）には、日本社会党の結成とともにその評議員になり、亜蝉坊の演歌は社会主義伝道のための手段になる。しかしこうした歌は取締りの対象となったため、風俗を歌った「むらさき節」を作った。
1910年（明治43年）、妻のタケが27歳で死去した。唖蝉坊は悲嘆して、知道の妹は他家に養子にやられることになった。やがて唖蝉坊は当時の有名な貧民窟であった下谷山伏町に居を定めた。当時、下谷山伏町は、一軒が四畳半一間、それが十二軒ずつ四棟、計四十八軒ならんでいたので、「いろは長屋」と呼ばれていた。
唖蝉坊はその後、全国行脚をしながら屑屋の二階に居候しそこで死去した。浅草寺の弁天堂鐘楼下に添田唖蝉坊の碑が、添田知道筆塚とともにある。墓所は小平霊園(16-17-23)。

## その他
- 妻タケが死去してから唖蝉坊が住んでいた下谷地区にあった貧民学校、下谷万年小学校の校長は坂本龍之輔で、のち添田知道はその小学校に入学し、彼に教えを受けた。知道の著『小説　教育者』は当時の教育体験を背景にしたもので、主人公は坂本であり、小説といいつつも、かなり史実に添ったものである。添田父子は、坂本と深い親交を持っていたといわれるが、知道が途中で挫折したため、この小説は添田父子が登場するところまでは書かれていない。

- 竹中労の文とかわぐちかいじの挿絵による『黒旗水滸伝 大正地獄編』（皓星社　2000年）の中では、唖蝉坊は香具師―テキヤの世界の飯島源次郎、その実子分（跡目候補）山田春雄、あるいは倉持忠助の大立者と親交をもち、客分として尊敬を受ける演歌師として登場している。近代露天商組合のリーダーで、国会議員にもなった倉持は、自身演歌師の出身でもあり、唖蝉坊を師と仰いでいたという。またタレント議員第一号・石田一松が歌い大ヒットした『のんき節』は、唖蝉坊の作品に手を加えて作ったものである。他に演歌の収集、保存でも功績のあった小沢昭一は、その駆け出しの頃、添田父子と親交があったという。

- 1960年代以降、高石ともや、高田渡ら日本のフォークシンガーが唖蝉坊の歌を歌っている。とくに高田渡は、アメリカのフォークソングの曲に唖蝉坊の歌詞を載せるという実験的なことを成し得た。高田渡の弟子であるなぎら健壱は、唖蝉坊の孫弟子にあたる桜井敏雄に入門した。

- 1990年代に入り、ロック・バンド「ソウル・フラワー・ユニオン」のチンドン・スタイルの別動隊「ソウル・フラワー・モノノケ・サミット」が、唖蝉坊の『ラッパ節』『むらさき節』『ああわからない』などをレパートリーにし、『アジール・チンドン』、『レヴェラーズ・チンドン』、『デラシネ・チンドン』にそれぞれ収録している。なお、「ソウル・フラワー・モノノケ・サミット」は、唖蝉坊の息子添田さつきの『東京節』『復興節』『ストトン節』も上記のアルバムでとりあげている。

- 音楽家の土取利行が、唖蝉坊をはじめとする明治大正の演歌師の残した歌を研究し、ライブ公演やYouTubeで披露している。演歌を原曲に忠実にレコーディングしたアルバムが、これまでに3枚ある。土取利行の伴侶の桃山晴衣は添田さつきの最後の弟子である。

- 関東大震災が起きると、後藤新平が内務大臣に就任した。「大風呂敷」、「この際主義」とも評されていた後藤が指揮する帝都復興への風刺演歌を唖蝉坊は歌った。その演歌は「コノサイソング」といい、長男・知道の「復興節」を替え歌カバーしたものであり、さらに「コノサイソング」は庶民の間で甘粕事件風刺の替え歌となった。土取利行が歌唱する「コノサイソング」が音源として残されている。

## 添田唖蝉坊・知道の著作
- 『添田唖蝉坊・知道著作集』全5巻・別巻1　刀水書房、1982-84年

1. 唖蝉坊流生記　（著・唖蝉坊／解説・荒瀬豊）
2. 浅草底流記　（著・唖蝉坊／解説・小沢昭一）
3. 空襲下日記　（著・知道／解説・荒瀬豊）
4. 演歌の明治大正史　（著・知道／解説・安田武）
5. 日本春歌考　（著・知道／解説・大島渚）
6. 別巻　流行歌明治大正史　（著・知道／解説・小島美子）

『唖蝉坊流生記』には長男・知道の書いた唖蝉坊のその後の様子を伝える著作が含まれている。『浅草底流記』は川端康成が『浅草紅団』で引用した。『日本春歌考』は、大島渚の同名の映画の下敷きになったものだが、本の内容は春歌の収集と考察について書かれたものであり、これがそのまま映画になったのではない。2008年に『流生記』の英語版が出版された。
- ヘンリック・イブセン 著、添田唖蝉坊 編著『人形の家 : ノラ』春江堂書店、1914年。
- 『啞蝉坊新流行歌集』臥竜窟、1916年。
- 『浅草底流記』近代生活社、1930年。
  - 『浅草底流記』（普及版）倉持書館、1931年。
- 『流行歌明治大正史』春秋社、1933年。
- 『啞蝉坊流生記』那古野書房、1941年。
  - 『啞蝉坊流生記』（添田唖蝉坊顕彰会 編）添田唖蝉坊顕彰会、1956年。
  - 『添田啞蟬坊 : 啞蟬坊流生記』日本図書センター〈人間の記録 114〉、1999年。

## 関連人物
- 堺利彦
- 幸徳秋水
- 添田さつき
- 石田一松
- 桜井敏雄
- 小沢昭一
- 牧伸二
- 桃山晴衣
- 土取利行
- 高田渡
- 高石ともや
- なぎら健壱
- ソウル・フラワー・モノノケ・サミット
- 岡大介(演歌師)